# Apache Ivy
Apache Ivy egy tranzitív relációs függőségkezelő, amely az Apache Ant projekt alprojektje. Az Ivy segítségével fel lehet oldani a projekt függőségeket. Egy külső 
XML fájl definiálja a projekt függőségeket és listázza az szükséges erőforrásokat a projekt összeállításához. Az Ivy ezután feloldja és letölti az erőforrásokat egy artifact tárolóból, ami vagy egy privát tároló vagy az Interneten elérhető nyilvánosan elérhető tároló.
Ivy bizonyos fokon, vetélytársa a szintén függőségeket kezelő Apache Mavennek. Habár Maven egy teljes projekt összeállító eszköz, Ivy a hangsúlyt csak is kizárólag a tranzitív függőségek kezelésére helyezi.

## Funkciók
- projekt függőségek kezelés
- projekt függőségek és jar tárolók XML-vezérelt megadása
- tranzitív függőség definíciók és erőforrások automatikus lekérése
- Automatikus integráció nyilvánosan elérhető artifact tárolókhoz
- függőség zárások feloldása
- konfigurálható projekt állapot definíciók, melyek megengednek többszörös függőséghalmaz definíciókat
- artifact kiadások helyi vállalati tártolóba

## Története
A Jayasoft először 2004 szeptemberében készítette el az Ivy-t, Xavier Hanin-nel, mint a projekt fő architect-jével és fejlesztőjével. 2006 októberébe Jayasoft átköltöztette az Ivy-t az Apache Incubator-ba az 1.4.1-gyel kezdődően. Azóta a projekt keresztülment a csomagok átnevezésén, az Apache Software Foundation-hoz való tartozást erősítve. A csomag név előtagok az fr.jayasoft.ivy formából org.apache.ivy előtaggá változtak.
Az Ivy 2007 októberében került ki sikeresen az Apache Incubator folyamatból. 2009 óta a teljes funkcionalitása az Apache Ant alprojektjévé vált.

## Fordítás
Ez a szócikk részben vagy egészben  az   Apache Ivy című angol Wikipédia-szócikk ezen változatának fordításán alapul.  Az eredeti cikk szerkesztőit annak laptörténete sorolja fel. Ez a jelzés csupán a megfogalmazás eredetét és a szerzői jogokat jelzi, nem szolgál a cikkben szereplő információk forrásmegjelöléseként.